# Světelná sekunda
Světelná sekunda je jednotka délky, která se používá v astronomii, telekomunikacích a relativistické fyzice. Je definována jako vzdálenost, kterou urazí světlo ve vakuu za jednu sekundu. Světelná sekunda tak představuje 299 792 458 m. Tato hodnota je přesná, protože metr je definován pomocí rychlosti světla. Světelná sekunda nepatří mezi jednotky soustavy SI, používá se hlavně v populárně-vědeckých publikacích.

## Použití v astronomii
Světelná sekunda je vhodnou jednotkou pro měření vzdáleností ve vnitřní části (po planetu Mars) Sluneční soustavy, protože velice dobře odpovídá radiometrickým veličinám, které se používají k jejich určení. Pro měření větších vzdáleností se v astronomii používají především délkové jednotky astronomická jednotka (au) a světelný rok (ly). Hodnota astronomické jednotky ve světelných sekundách je základním údajem pro výpočet moderních efemerid planet.  V tabulkách astronomických konstant se obvykle uvádí jako „světelný čas pro jednotku vzdálenosti“ (light-time for unit distance) a moderní uznávaná hodnota je 499,004 786 385 sekund.

### Některé vzdálenosti ve světelných sekundách
- Střední průměr Země je asi 0,042 5  světelné sekundy.
- Průměrná vzdálenost mezi Zemí a Měsícem (lunární vzdálenost) je asi 1,282 světelné sekundy.
- Průměr Slunce je asi 4,643 světelné sekundy.
- Průměrná vzdálenost mezi Zemí a Sluncem (1 au) je 499,004 světelných sekund.

## Další odvozené jednotky
Stejně jako sekunda tvoří základ dalších jednotek času, může světelná sekunda tvořit základ dalších odvozených jednotek délky. Další jednotky (menší než světelný rok), odvozené z dráhy světla za určitý čas a většinou používané v populárně-vědeckých publikacích, jsou:
- Světelná minuta = 60 světelných sekund = 17 987 547 480 m ≈ 18 milionů km. Průměrná vzdálenost Země od Slunce je 8,317 světelných minut.
- Světelná hodina = 3 600 světelných sekund =  1 079 252 848 800 m ≈  1,1 miliarda km. Průměrná vzdálenost mezi Sluncem a Neptunem je přibližně 4,17 světelné hodiny.
- Světelný den = 24 světelných hodin = 25 902 068 371 200 m ≈ 26 miliard km. Sonda Voyager 1 vypuštěná v roce 1977, která je nejvzdálenějším objektem od Země vytvořeným člověkem, dosáhne vzdálenosti 1 světelný den od Země v roce 2026[5].
- Světelný týden = 7 světelných dnů, z nichž každý má 86 400 světelných sekund = 181 314 478 598 400 m ≈ 181 miliard km. Oortův oblak se rozprostírá ve vzdálenosti 41 až 82 světelných týdnů od Slunce.
- Světelný měsíc = 30 světelných dnů = 777 062 051 136 000 m ≈ 777 miliard km.[6]

### Externí zdroje
- The IAU and astronomical units Archivní stránka IAU o měření ve vesmíru